# Valencianer
Valencianer werden die Bewohner der autonomen Region Valencia (Comunitat Valenciana) an der Ostküste Spaniens (Levante) genannt. Den Großteil dieser Region nimmt die traditionell als Valencianisches Land (País Valencià) bezeichnete Küstenlandschaft Valencia ein. Mit „Valencianer“ können historisch auch die Bewohner des ehemaligen Königreichs Valencia (1237–1707) gemeint sein (Reino de Valencia). Auch die Bürger der Stadt Valencia und die Einwohner der Provinz Valencia lassen sich als „Valencianer“ bezeichnen.

## Bevölkerung
Die Bewohner der Region Valencia stellen mit ca. 5 Millionen Einwohnern fast 11 Prozent der spanischen Bevölkerung. Viele Valencianer sprechen neben dem Spanischen die seit Anfang der 1980er Jahre als regionale Amtssprache anerkannte Landessprache Valencianisch, eine Varietät des Katalanischen. Die Valencianischsprecher leben hauptsächlich in der Küstenlandschaft und tendenziell eher in ländlichen Gebieten, während reine Spanischsprecher vermehrt in den Großstädten sowie im Gebirge im Westen des Landes ansässig sind. Die Valencianer gelten als heiter, lebenslustig und fröhlich.

## Traditionen
Zu den bekanntesten Traditionen valencianischer Folklore gehört das Volksfest der Fallas, das jedes Jahr im März in Valencia gefeiert wird und mit spektakulären Feuerwerken einhergeht. Die Valencianer gelten deshalb in Spanien als „Meister der Pyrotechnik“, zahlreiche große pyrotechnische Events in Europa und Lateinamerika werden von valencianischen Pyrotechnikern betreut.
Ein prägender Beitrag der Valencianer zur spanischen Küche ist die valencianische Paella, eine traditionelle Reispfanne mit Huhn, die aus dem in der Küstenlandschaft Valencia seit dem 8. Jahrhundert praktizierten Reisanbau hervorging. Eine auch unter Touristen bekannte kulinarische Spezialität der Valencianer ist die als Erfrischungsgetränk beliebte Erdmandelmilch Horchata (Orxata).